# Данмари (Верхний Рейн)
Данмари́ (фр. Dannemarie) — коммуна на северо-востоке Франции в регионе Гранд-Эст (бывший Эльзас — Шампань — Арденны — Лотарингия), департамент Верхний Рейн, округ Альткирш, кантон Мазво. До марта 2015 года коммуна являлась административным центром упразднённого кантона Данмари (округ Альткирш).
Площадь коммуны — 4,35 км², население — 2299 человек (2006) с тенденцией к стабилизации: 2311 человек (2012), плотность населения — 531,3 чел/км².

## Население
Численность населения коммуны в 2011 году составляла 2326 человек, а в 2012 году — 2311 человек.
| 1962 | 1968 | 1975 | 1982 | 1990 | 1999 | 2005 | 2006 | 2010 | 2011 | 2012 |
| ---- | ---- | ---- | ---- | ---- | ---- | ---- | ---- | ---- | ---- | ---- |
| 1380 | 1702 | 1965 | 1939 | 1820 | 1988 | 2259 | 2299 | 2323 | 2326 | 2311 |

Динамика населения:

## Экономика
В 2010 году из 1421 человек трудоспособного возраста (от 15 до 64 лет) 1109 были экономически активными, 312 — неактивными (показатель активности 78,0 %, в 1999 году — 72,6 %). Из 1109 активных трудоспособных жителей работали 964 человека (492 мужчины и 472 женщины), 145 числились безработными (88 мужчин и 57 женщин). Среди 312 трудоспособных неактивных граждан 101 были учениками либо студентами, 98 — пенсионерами, а ещё 113 — были неактивны в силу других причин.
На протяжении 2011 года в коммуне числилось 916 облагаемых налогом домохозяйств, в которых проживало 2218 человек. При этом медиана доходов составила 18858 евро на одного налогоплательщика.